# Денизли (вилает)
Денизли (на турски: Denizli) е вилает в Западна Турция. Административен център на вилаета е едноименният град Денизли.
Вилает Денизли е с население от 882 938 жители (оценка от 2006 г.) и обща площ от 11 868 кв. км. Вилает Денизли е разделен на 19 общини.

## Население
Численост на населението според преброяванията през годините:
| Година | Численост |
| 1990   | 750 882   |
| 2000   | 850 029   |
| 2011   | 940 532   |